# Будівля Торгового банку
Торговий банк — історична будівля в центрі Харкова, зведена 1899 року за проєктом архітектора Олексія Бекетова на замовлення промисловця й мецената Олексія Алчевського. Розташована на майдані Конституції, 26. Входить в ансамбль банківських будівель на майдані, розташована між будинками Земельного та Волзько-Камського банків. Пам'ятка архітектури та містобудування місцевого значення № 7125-Ха.

## Історія

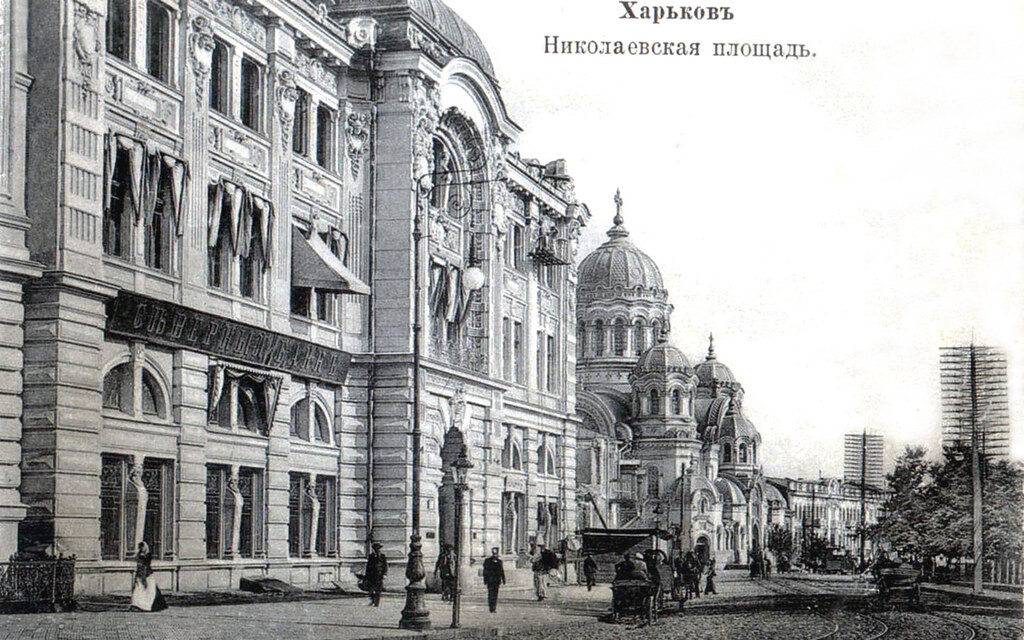
Будівля до радянської реконструкції

У середині XIX століття Олексій Алчевський, уродженець Сумщини, заснував у Харкові низку фінансових установ. 1868 року він організував Товариство взаємного кредитування — один із перших в імперії інститутів з підтримки малого та середнього бізнесу. Саме на його основі було створено Приватний торговий банк зі статутним капіталом у 500 тис. рублів — третій акціонерний комерційний банк Російської імперії після Московського та Петербурзького банків. Поряд із Земельним банком, заснованим 1895 року, Торговий банк став одним з інструментів фінансування індустріалізації Донбасу, він брав участь у діяльності Донецько-Юр'ївського металургійного товариства та Південного гірничопромислового товариства.
У 1899 році для розміщення Торгового банку було споруджено нову розкішну будівлю на тодішньому Миколаївському майдані. Архітектором виступив зять Алчевського — Бекетов Олексій Миколайович, який спеціально для цього проєкту вивчав досвід проєктування банківських будівель у Німеччині, Франції, Австро-Угорщині та Італії. Фасадне оздоблення частково виконував учень Бекетова — Василь Кричевський.
Втім, уже на початку XX століття фінансові утиски з боку російської влади, викликані проукраїнською позицією Алчевського, призвели до занепаду банку. Після загадкової смерті Алчевського у 1901 році (за офіційною версією — самогубство) справи банку погіршились, і 1903 року його було оголошено банкрутом. Того ж року будівлю викупив Північний банк, який ініціював її перебудову за проєктом архітектора Михайла Піскунова.
Після націоналізації приватної власності після початку радянської окупації будівлю використовували під установи тресту «Донвугілля» — зокрема архів, контору й аероклуб.
У роки Другої світової війни будівля значно постраждала. Відновлювальні роботи тривали з 1949 до 1951 року під керівництвом харківського архітектора Ноя Підгорного. В ході реконструкції було усунуто архітектурний розрив із сусідньою будівлею колишнього Волзько-Камського банку, спрощено декор фасадів, змінено форми вікон й куполу. У післявоєнні роки тут розміщувався Всесоюзний науково-дослідний інститут організації шахтного будівництва, а згодом — Будинок науки й техніки. В інтер'єрах установи збереглися тематичні вітражі з радянського періоду.
З початку 2000-х років будівля знову стала осередком комерційної діяльності: у її просторих залах розташувались фінансові й торгові установи, в тому числі й банк.

## Архітектура
Будівля Торгового банку — чотириповерхова цегляна споруда складної конфігурації, виконана у поєднанні неокласицизму і модерну. Основний фасад — симетричний, тинькований, виходить на червону лінію забудови східної частини майдану, перший поверх рустовано. Ось виділена ризалітом на три вікна, обрамлених в арку, декоровану акантом. Між вікнами розташовувалися атланти або каріатиди, втрачені під час радянської перебудови. На другому поверсі — балкон зі збереженою оригінальною металевою огорожею. Між другим і третім поверхом декорований щит із написом «1949». По боках ризаліту — пілястри іонічного ордера, додані під час радянської реконструкції замість щитів з маскаронами, а увінчано його шоломоподібним куполом. Вітрини першого поверху були розділені атлантами, а вікна над ними оригінально утворювали арки. Декоративне оздоблення бічних частин під час реконструкції замінено на пілястри іонічного ордера. Антаблемент прикрашено декорованим фризом.

## Галерея

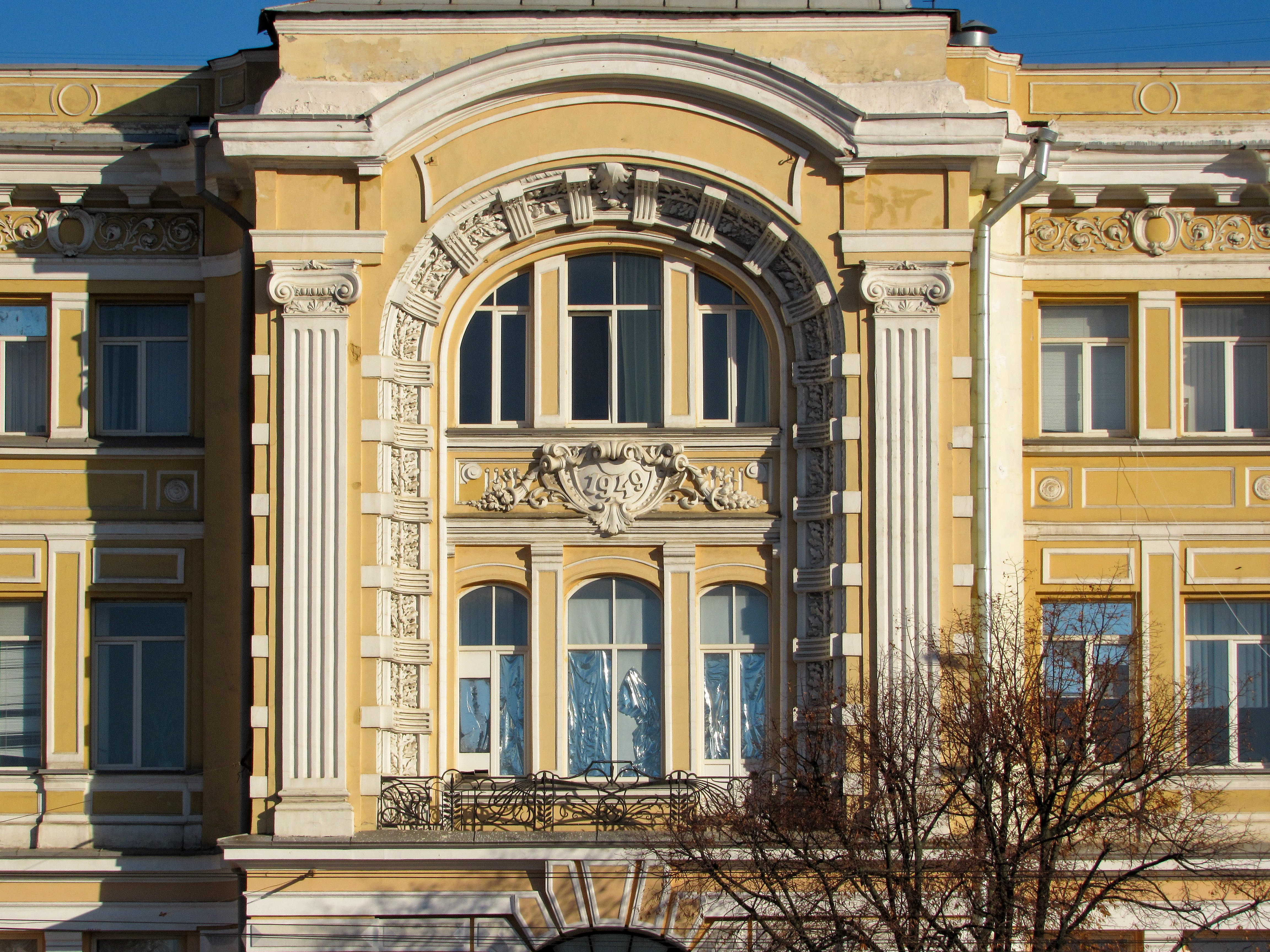
Архівольт
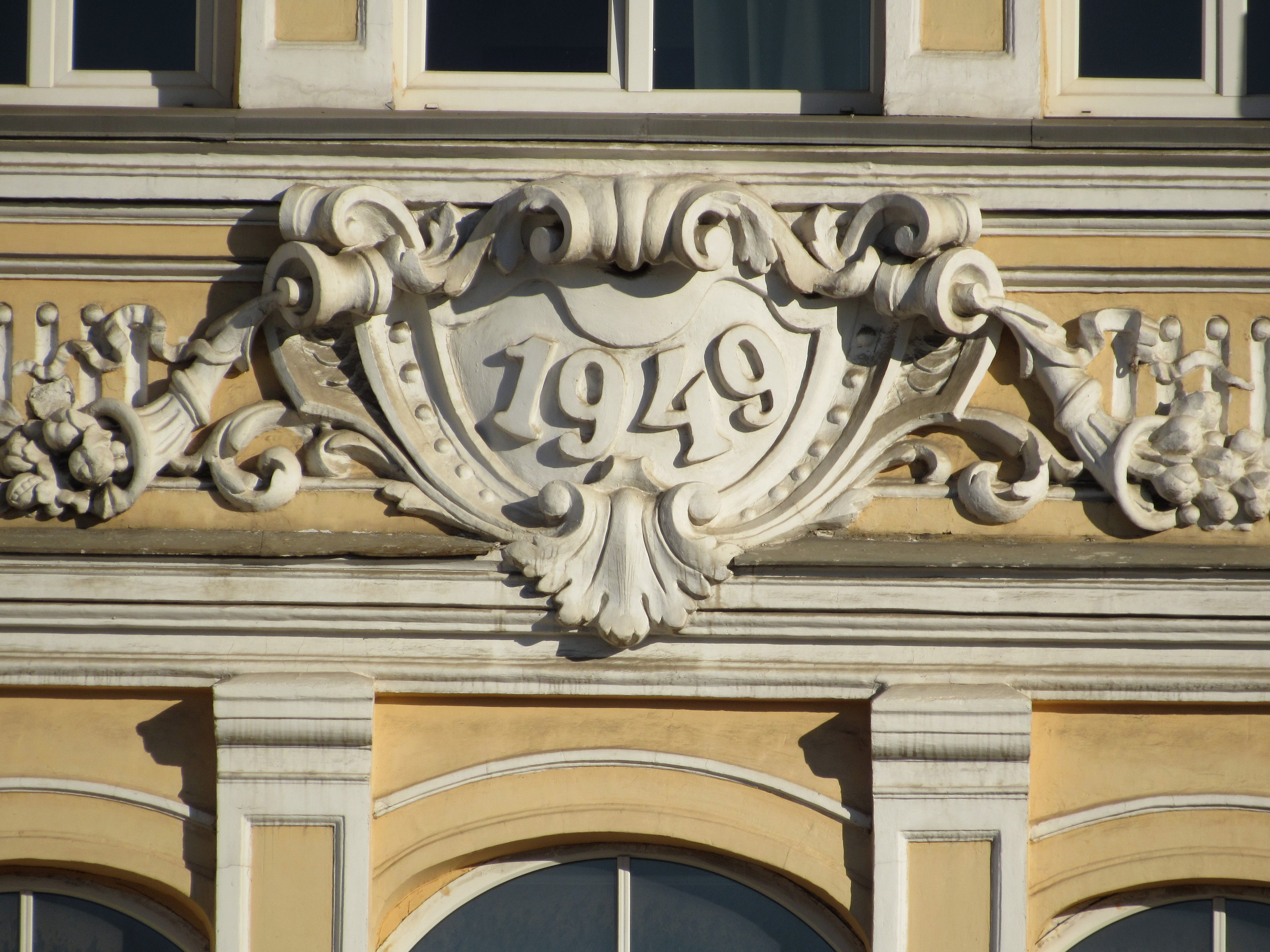
Щит із роком реконструкції
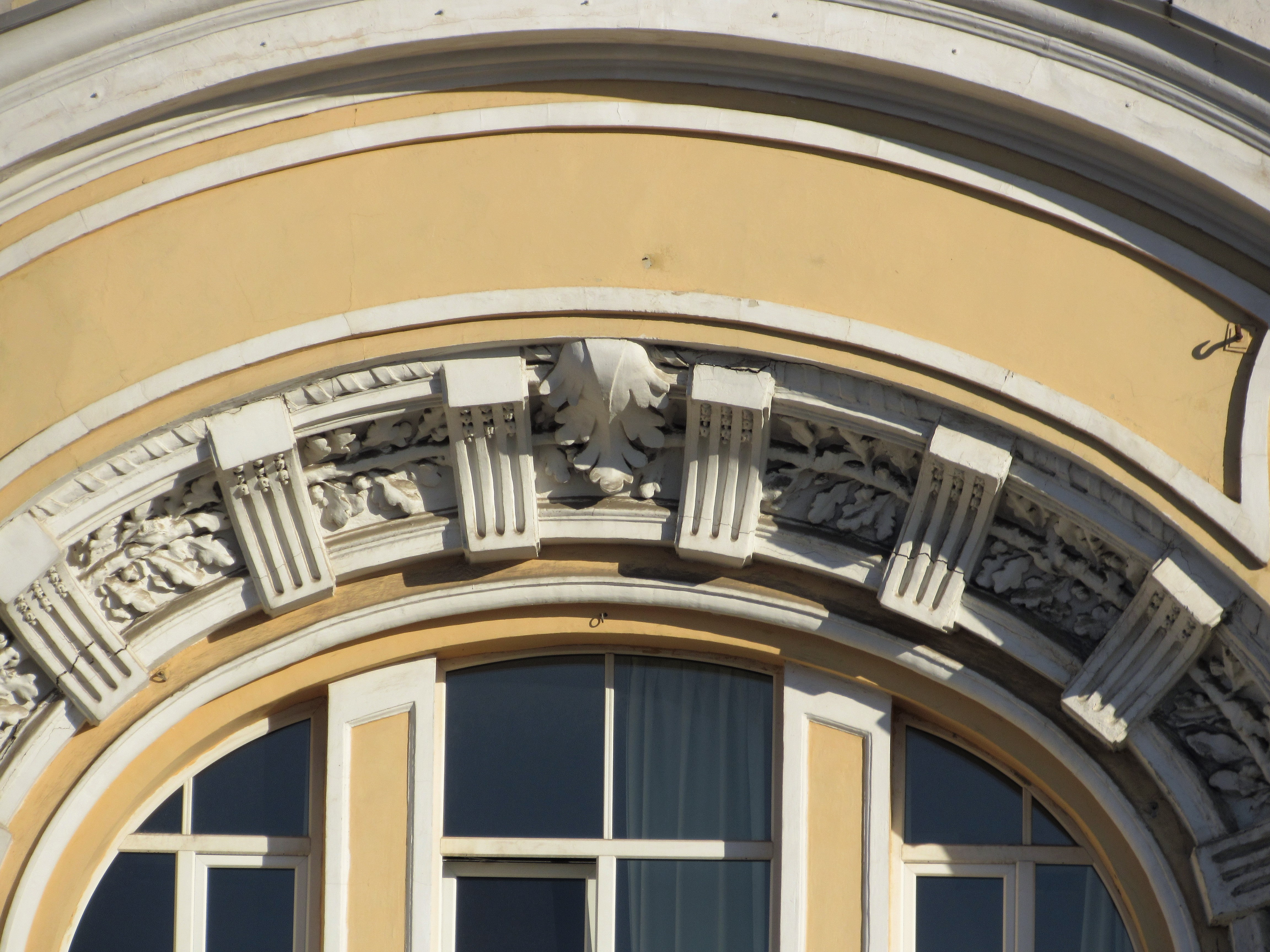
Завершення архівольта й акант замість замкового каменю
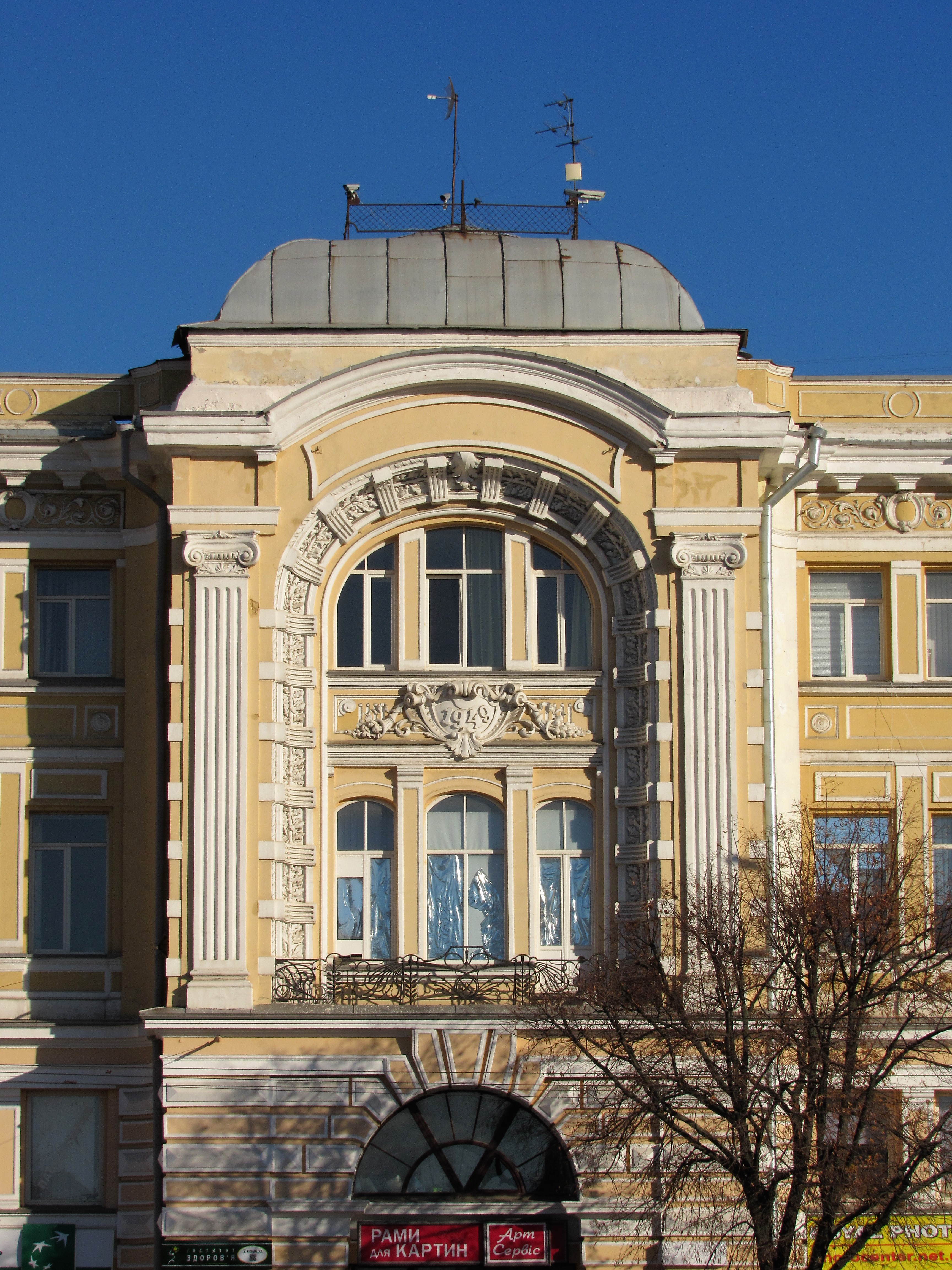
Ризаліт
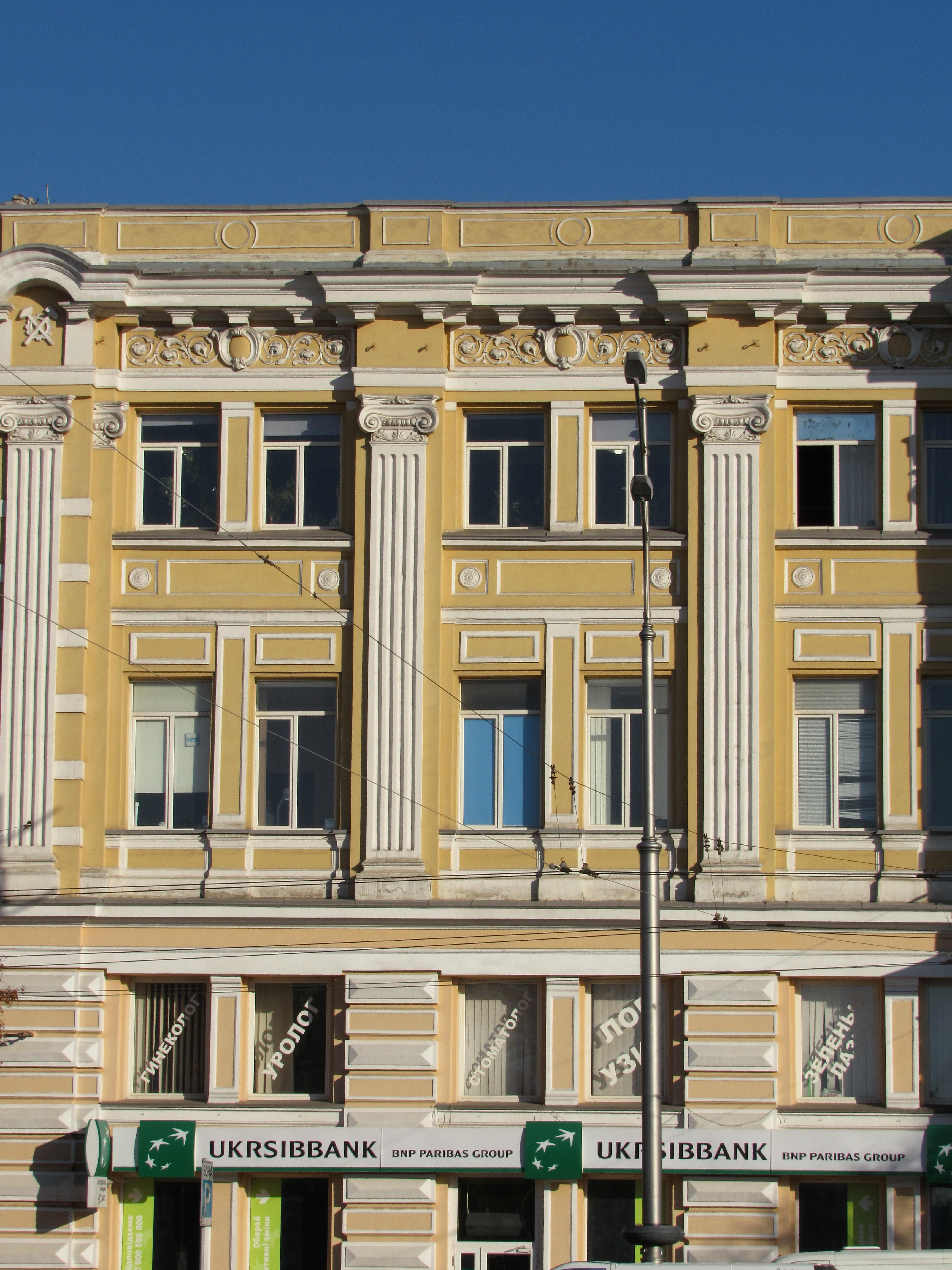
Бічна частина
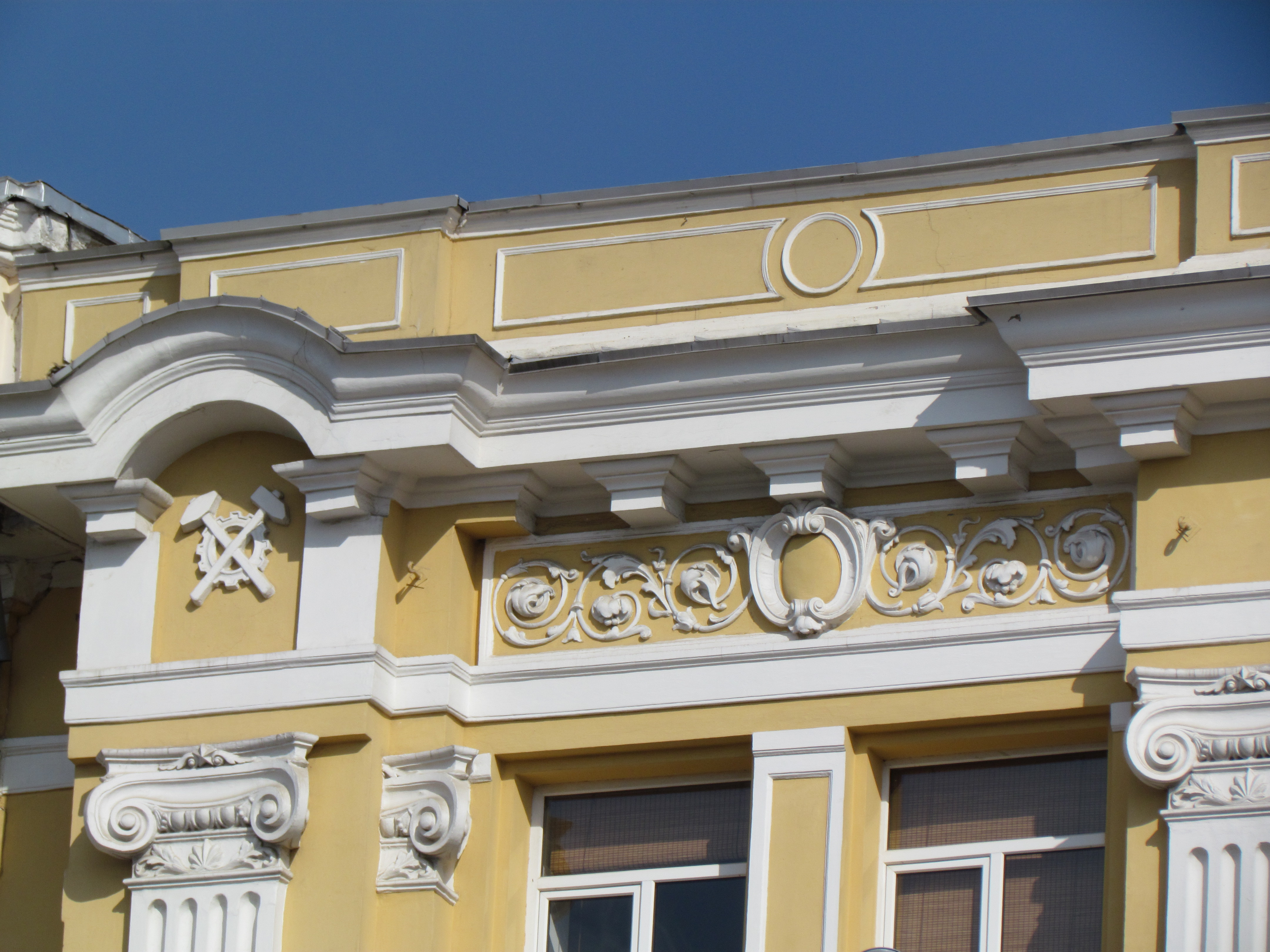
Деталі антаблемента